# 모리 리요

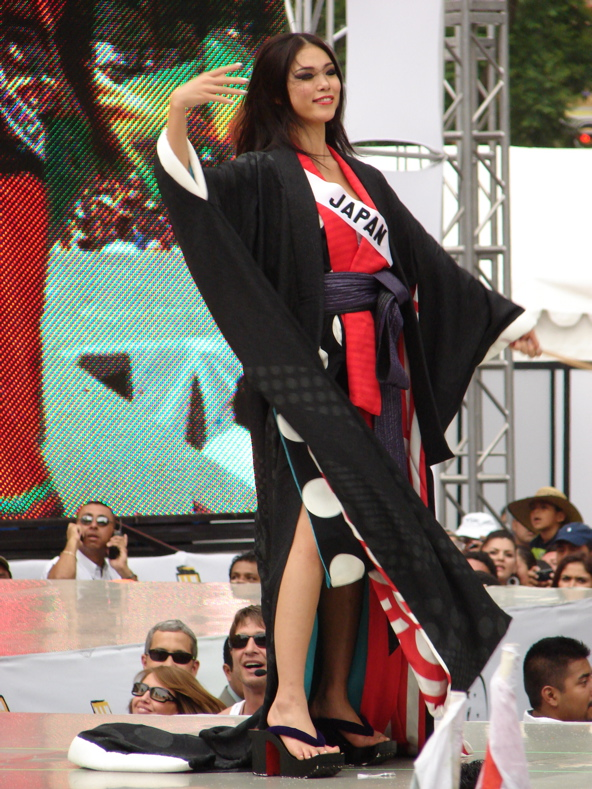
멕시코 시에서의 모리 리요(2007년)

모리 리요(일본어: 森 理世, 1986년 12월 24일 ~ )는 일본 시즈오카현 출신의 모델이자 미스 유니버스 2007 우승자이다.
2009년 4월에는 어머니와 함께 현지에 ‘I.R.M. 아카데미’라는 댄스 스튜디오를 설립했고 현재 댄스 아카데미의 아티스틱 디렉터로서 댄스, 패션 뷰티와 관련된 지도를 하고 있다.

## 경력
- 시즈오카 현 시즈오카 시에 소재한 도코하가쿠엔 대학 중학교를 졸업했다.
- 도코하가쿠엔 고등학교 2학년 재학 중에 캐나다로 유학(전학)을 갔으며 온타리오주 벨빌에 있는 센티니얼 고등학교를 졸업했다.
- 롤렉스 월드 와이드 이미지 모델(2007년 ~ )

## 에피소드
- 부친은 전직 스포츠 인스트럭터이다.
- 모리 집안의 여성은 ‘인내’라고 쓰여있는 플레이트를 계승하며 인내·노력·근성이라는 세 가지 정신을 원천으로 삼고 있으며, 캐나다로 유학 가기 직전에 그 플레이트를 어머니로부터 받아 자신의 방 벽에 걸었고 캐나다 유학을 마친 후 어머니한테 돌려줬다고 한다.
- 후지 TV의 예능 프로그램에 출연했을 당시 같이 출연했던 가사이 신스케는 “5개 국어 이상 할 수 있는 것 같다” 라고 하는 취지의 발언을 했고 인터넷상에서도 “6개 국어에 능숙하다”라는 소문이 나돌았다. 하지만 니혼 TV 프로그램에 출연했을 당시 “몇 개 국어로 이야기 할 수 있습니까?”라는 질문에 “(사용 언어는) 영어와 일본어 뿐입니다”라고 대답했다. 다만 미스 유니버스 일본 대표로 선발된 후 세계 대회 준비로서 내셔널 디렉터인 이네스 리그론으로부터 스페인어로 트레이닝을 받고 있는 모습이 블로그에 공개된 적도 있었다.
- 미스 유니버스 일본 대회의 최종 심사회에서 모피 코트를 입고 있었고, 동물 애호 단체인 PETA가 이를 비난하며 “당신의 아름다움이 표면적이 아닌 것을 증명해 주십시오”라는 내용의 항의 서한을 보냈다. 이에 대해 모리는 2007년 10월 16일에 “앞으로는 모피 제품을 입지 않으면 큰 목소리로 하고 싶다. 나는 동물을 아주 좋아해서 모피 제품에 반대하는 사람들에게 동의한다” 라는 발언을 했다.
- 모리 리요는 승부사에 이기기 위해서는 가쓰돈이 필요하다고 생각하고 있었는데, 미스 유니버스 일본 대표로 선발된 당시 대회가 열리기 직전에 가쓰돈을 먹어서 우승하였고 세계 대회도 일본을 떠나기 직전에 가쓰돈을 먹어서 우승할 수 있었다고 한다.